# Castillo del Rey Juan (Limerick)

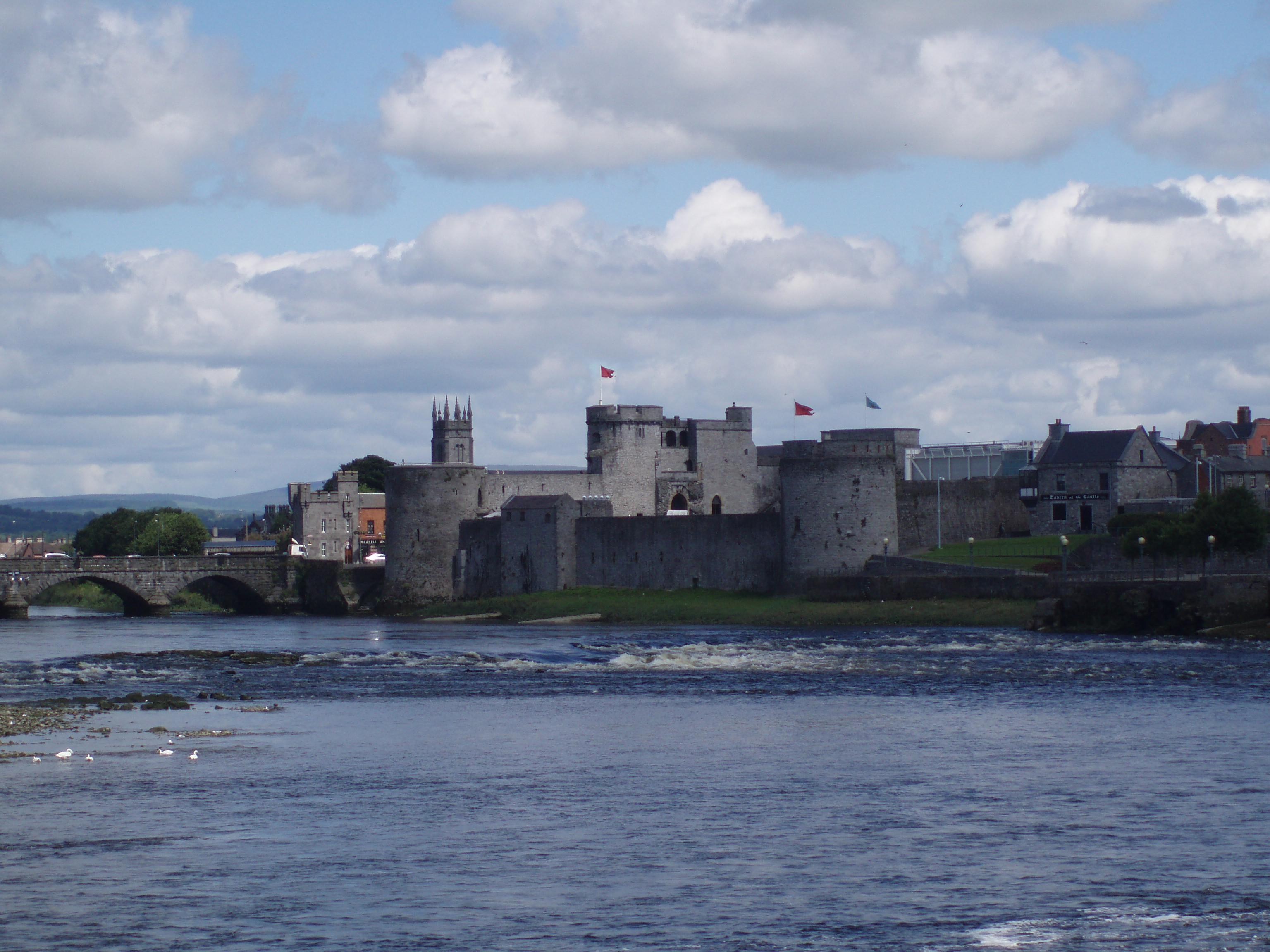
El castillo del Rey Juan, junto al río Shannon.

El castillo del Rey Juan (en inglés, King John's Castle) es un castillo situado en Limerick, Irlanda, concretamente en la zona de la ciudad conocida como "Isla del Rey" (King's Island), junto al río Shannon. Del castillo se conservan principalmente los muros exteriores y las torres fortificadas, que han sido adaptadas como atracción turística. Durante el proceso de construcción de centro de visitantes se descubrió un asentamiento vikingo en lo que ahora es el patio del castillo.

## Descripción
El Castillo del Rey Juan tiene cinco fachadas, con altas murallas que rodean un patio rectangular. La parte inferior de las murallas estaba curvada hacia el exterior, con el fin de desviar proyectiles arrojados desde las almenas. Dos grandes torres rodean el portón principal, y otras dos se elevan en las esquinas que miran al río Shannon. Estas torres sobresalían del edificio para permitir mejores ángulos de tiro a los arqueros. En sus primeros años, el castillo estaba rodeado por un foso, con un puente levadizo que comunicaba con otro portón mayor.

## Historia
El primer bastión estable en la "Isla del Rey" se debe al rey vikingo Thormodr Helgason, quien construyó aquí una base en 922 para poder dominar toda la extensión del río Shannon desde Lough Derg hasta Lough Ree, atacando asentamientos religiosos. En 937, los vikingos establecidos en Limerick se enfrentaron a los de Dublín en Lough Ree, y fueron derrotados por estos. En 943 volvieron a ser derrotados cuando el jefe del clan local se unió con Ceallachan, rey de Munster, y los vikingos de Limerick fueron obligados a pagar tributos. El poder de los vikingos nunca se recuperó, y fueron reducidos a un clan menor, pese a lo cual tuvieron un papel importante en algunas de las interminables luchas de poder que sacudieron Irlanda durante los siglos posteriores.
La llegada de los Normandos a la zona en 1172 cambió completamente la situación. Domhnall Mor O'Brien detruyó la ciudad totalmente en 1174, en un intento de evitar que cayera en manos de los nuevos invasores. Los normandos finalmente capturaron esta área bajo Juan I de Inglaterra, Señor de Irlanda. En 1197, según se cree, Limerick recibió sus primeros fueros y su primer alcalde, Adam Sarvant. En esta época se comenzó, además, la construcción de un castillo bajo las órdenes del Rey Juan, que se completó alrededor del 1200. 

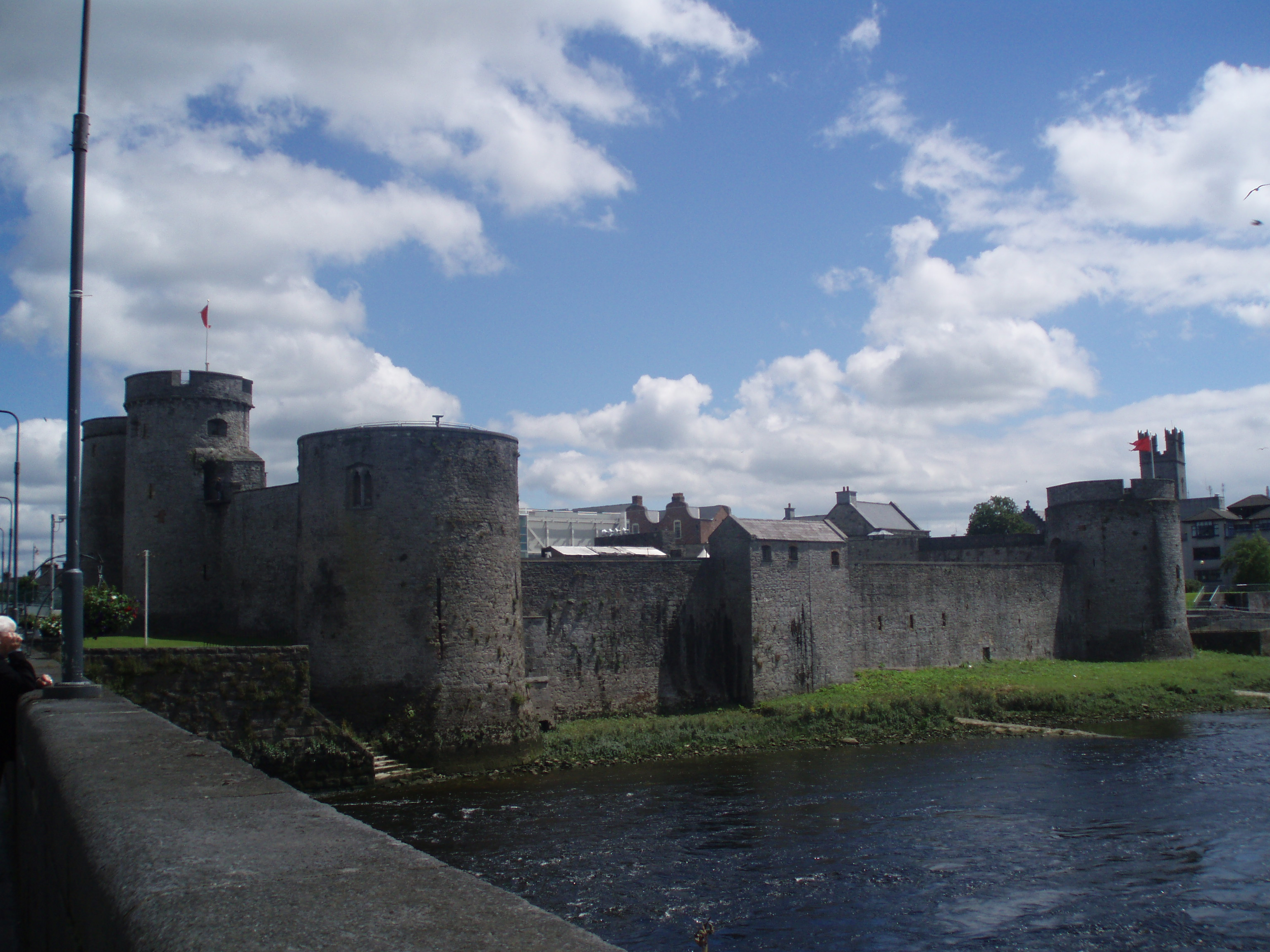
Vista del castillo desde el Thomond Bridge.

Durante este periodo de paz impuesto por el dominio normando, Limerick prosperó como puerto y como centro comercial. La ciudad había quedado dividida en dos zonas: la que se conocía como la "ciudad inglesa" (English Town), en la "Isla del Rey" (King's Island), y la "ciudad irlandesa" (Irish Town), en la orilla sur del río. El castillo tenía en esta época una función más administrativa que militar, incluyendo la acuñación de moneda. 
El castillo, en especial sus muros exteriores, se vio severamente dañado durante el Sitio de Limerick que tuvo lugar en 1642, y que sólo fue el primero de los cinco sitios que sufrió la ciudad en el siglo XVII. En 1642, el castillo fue ocupado por protestantes que huían de la Rebelión irlandesa de 1641, y fue rodeado por una fuerza confederada irlandesa comandada por Garret Barry. Dado que Barry no tenía artillería pesada, decidió minar las murallas del castillo excavando bajo sus cimientos. Los ocupantes del castillo se rindieron cuando Barry estaba a punto de lograr el derrumbe de los muros. De hecho, los daños producidos en sus cimientos fueron tan graves que una parte de la muralla exterior debió ser derribada posteriormente.
El castillo vivió su último sitio en 1691, durante la guerra entre Jacobitas y Guillermistas (partidarios de Guillermo III de Inglaterra), que terminó con la firma del Tratado de Limerick. Entre 1791 y 1922, el castillo albergó un barracón militar en el que vivían más de cuatrocientos soldados del Ejército Británico. En épocas posteriores, debido a la escasez de vivienda en Limerick, se construyeron casas en el interior, que fueron posteriormente eliminadas. 
En la actualidad, el castillo ha sido habilitado como atractivo turístico, con un centro para visitantes donde se ofrecen dramatizaciones y exposiciones sobre la historia del castillo.